# Domingo Antonio Merelles
Domingo Antonio Merelles (A Hedreira, Avión), fue un abogado y político español. 

## Trayectoria
Estudió leyes en la Universidad de Santiago de Compostela. Compró el pazo de Porteliña y estableció su residencia en Beariz. Progresista radical, fue elegido diputado por Orense en 1839 y 1841. Fue vocal de la Junta Superior Provisional de Gobierno de Galicia presidida por Pío Rodríguez Terrazo en 1846. Participó en la construcción del Bienio Progresista. Convergió en la Unión Liberal y volvió a ser elegido diputado por Carballino en 1858. Fue regidor de Santiago de Compostela entre mayo y diciembre de 1866. Fue elegido senador por la provincia de Orense en 1871 y nombrado gobernador civil de Orense en 1881.
La Avenida Merelles en Beariz se nombró así en su honor.

## Vida personal
Se casó en Santiago de Compostela con Antonia Caula, hermana de Pedro Caula y fue padre de Adolfo Merelles Caula.